# Liste der denkmalgeschützten Objekte in Gschnitz
Die Liste der denkmalgeschützten Objekte in Gschnitz enthält die 7 denkmalgeschützten, unbeweglichen Objekte der Gemeinde Gschnitz.

## Denkmäler
| Foto |                 | Denkmal                                                                                                   | Standort                                    | Beschreibung | Metadaten |
| ---- | --------------- | --- | ------------------------------------------- | --- | --- |
| BW   | Datei hochladen | Bauernhaus Pranger HERIS-ID: 59892 Objekt-ID: 71565 TKK: 49108                                            | Gschnitz 3 Standort KG: Gschnitz            | Der zweigeschoßige Einhof wurde im 18. Jahrhundert vermutlich über einem älteren Baukern errichtet und nach einem Brand 1959 erneuert. Der gemauerte Wohnteil ist mit einem Rundbogenportal und reicher klassizistischer Architekturmalerei um 1800 (Fenster- und Portalumrahmung, Eckquaderketten) sowie Heiligendarstellungen von 1804 (Madonna, hll. Josef, Gertrud von Nivelles, und Johannes von Matha) versehen. Der Wirtschaftsteil ist über dem gemauerten Stall in Holzbauweise aufgeführt. | BDA-Hist.: Q38089050 Status: Bescheid Stand der BDA-Liste: 2025-06-30 Name: Bauernhaus Pranger GstNr.: .4 |
| ja   | Datei hochladen | Bauernhaus, Trogerhof HERIS-ID: 39088 Objekt-ID: 38793 TKK: 49103                                         | Gschnitz 6 Standort KG: Gschnitz            | Der mächtige zweigeschoßige Einhof mit flachem Satteldach stammt im Kern aus dem 16. Jahrhundert und wurde 1528 erstmals urkundlich erwähnt. Die Fassade des gemauerten Wohnteils ist mit Architekturmalerei, Ochsenaugen im Giebelfeld, Dachgeschoßsöller, einem polygonalen Erdgeschoßerker und einem Wandbild mit der Darstellung des Heiligen Wandels gestaltet. Im Inneren haben sich Holztäfelungen und Balkendecken erhalten. Der Wirtschaftsteil ist über dem gemauerten Erdgeschoß in überkämmter Blockbauweise aufgeführt. | BDA-Hist.: Q37987003 Status: Bescheid Stand der BDA-Liste: 2025-06-30 Name: Bauernhaus, Trogerhof GstNr.: .8/1 Trogerhof, Gschnitz                                                                                |
| BW   | Datei hochladen | Bauernhaus Gasteiger HERIS-ID: 39090 Objekt-ID: 38795 TKK: 49121                                          | Gschnitz 16 Standort KG: Gschnitz           | Der zweigeschoßige Einhof mit Satteldach stammt im Kern aus dem 17. Jahrhundert und wurde 1685 erstmals urkundlich erwähnt. Der gemauerte Wohnteil weist einen reich geschnitzten Bundwerkgiebel von 1783, Ochsenaugen im Giebelfeld und Architekturmalerei (Eckquadrierung, gemalte Portalumrahmung von 1793 und gemalte Fensterrahmen) auf. Im Inneren findet sich eine tonnengewölbte Küche. Der Wirtschaftsteil in Ständerbauweise auf Bruchsteinfundament wurde in den 1970er Jahren in alten Formen neu errichtet. | BDA-Hist.: Q37987031 Status: Bescheid Stand der BDA-Liste: 2025-06-30 Name: Bauernhaus Gasteiger GstNr.: .27 |
| BW   | Datei hochladen | Bauernhaus Huisen HERIS-ID: 39089 Objekt-ID: 38794 TKK: 49115                                             | Gschnitz 27 Standort KG: Gschnitz           | Der zweigeschoßige längsgeteilte Einhof wurde 1628 erstmals urkundlich genannt und erhielt sein heutiges Erscheinungsbild im 18. Jahrhundert. Die Eingangsfassade des Wohnteiles ist mit einem reich geschnitzten Bundwerkgiebel von 1761 und Ochsenaugen im Giebelfeld gestaltet. Der Wirtschaftsteil ist als Bohlenständerbau ausgeführt. | BDA-Hist.: Q37987016 Status: Bescheid Stand der BDA-Liste: 2025-06-30 Name: Bauernhaus Huisen GstNr.: .41 |
| ja   | Datei hochladen | Kath. Pfarrkirche Unsere liebe Frau Maria Schnee und Friedhof HERIS-ID: 55385 Objekt-ID: 64020 TKK: 19463 | neben Gschnitz 34 Standort KG: Gschnitz     | Die barocke Kirche wurde um 1730 errichtet und von 1755 bis 1759 nach Plänen von Franz de Paula Penz umgestaltet. An das dreijochige Langhaus schließt im Westen ein schmales Vorjoch und im Osten ein eingezogener Chor mit rundem Schluss an. Das Vorjoch ist im Inneren mit einem Tonnengewölbe versehen, das Langhaus ist flachgedeckt und mit Stuck geschmückt. Die Deckenfresken wurden 1759 von Anton Zoller und Josef Anton Zoller geschaffen. Der Friedhof um die Kirche wurde zugleich mit dieser angelegt. Darin befinden sich ein Friedhofskreuz (um 1800) und die Friedhofskapelle mit angebauter Kriegergedächtniskapelle von 1975. | BDA-Hist.: Q38065220 Status: § 2a Stand der BDA-Liste: 2025-06-30 Name: Kath. Pfarrkirche Unsere liebe Frau Maria Schnee und Friedhof GstNr.: .14, 130, .87, .82, 135/3 Unsere liebe Frau Maria-Schnee (Gschnitz) |
| ja   | Datei hochladen | Kreuzweg HERIS-ID: 110729 Objekt-ID: 128450 TKK: 115590                                                   | südlich Gschnitz 37 Standort KG: Gschnitz   | Der Kreuzweg am Fußweg zur Wallfahrtskapelle hl. Magdalena besteht aus 14 Stationsbildstöcken, ein Teil davon liegt in der Gemeinde Trins (dort ebenfalls denkmalgeschützt). Vermutlich wurden die aus der Pfarrkirche in Trins stammenden barocken Kreuzwegbilder aus dem 18. Jahrhundert als Bildtafeln verwendet. Die Bildtafeln waren zuerst an Bäumen befestigt, seit der Renovierung im Jahre 2007 sind sie in hölzernen Stationsbildstöcken integriert. | BDA-Hist.: Q37820480 Status: § 2a Stand der BDA-Liste: 2025-06-30 Name: Kreuzweg GstNr.: 77 |
| ja   | Datei hochladen | Kalbes-Kapelle, Allfeier-Kapelle HERIS-ID: 92984 Objekt-ID: 107973 TKK: 49129                             | gegenüber Gschnitz 79 Standort KG: Gschnitz | Die gemauerte Kapelle mit Satteldach und segmentbogenförmiger Portalöffnung wurde 1975 erbaut. Die Fassade ist mit gemalter Eckquaderung und einem IHS-Monogramm im Giebelfeld geschmückt. Der Innenraum weist ein Holzgewölbe auf. | BDA-Hist.: Q37761033 Status: § 2a Stand der BDA-Liste: 2025-06-30 Name: Kalbes-Kapelle, Allfeier-Kapelle GstNr.: 503/5                                                                                            |